# Prințesa Beatrice a Regatului Unit
Prințesa Beatrice (Beatrice Mary Victoria Feodore; 14 aprilie 1857 – 26 octombrie 1944) a fost membru al familiei regale britanice. A fost al noulea și cel mai mic copil al reginei Victoria a Marii Britanii și a prințului Albert de Saxa-Coburg și Gotha.
Fostul rege al Spaniei, Juan Carlos, este strănepotul său.

## Primii ani

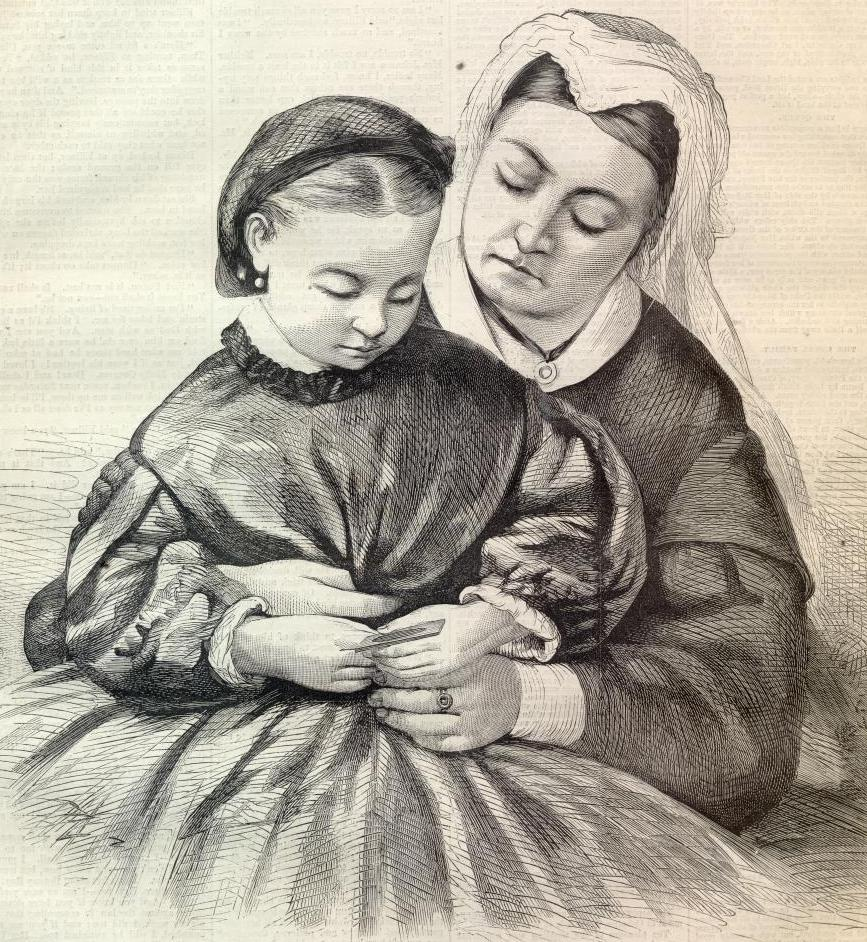
Regina Victoria ţinând-o în braţe pe prinţesa Beatrice, 1862.

Beatrice s-a născut la 14 aprilie 1857, la Palatul Buckingham. A fost a cincea fiică, al nouălea și cel mai mic copil al reginei Victoria a Marii Britanii și a soțului ei Prințul Albert. Albert și Victoria au ales numele Beatrice Mary Victoria Feodore. Mary după Prințesa Mary, Ducesă de Gloucester, ultimul copil supraviețuitor al regelui George al III-lea, Victoria după regină și Feodore după sora mai mare a reginei. Beatrice a fost botezată la Palatul Buckingham la 16 iunie 1857. Nașii săi au fost bunica maternă Prințesa Victoria, Ducesă de Kent; sora mai mare a Beatricei Victoria împreună cu logodnicul ei, Prințul Frederick al Prusiei.
De la naștere, Beatrice a devenit copilul favorit. Deși este cunoscut faptul că majoritatea copiilor mici nu-i plăceau Victoriei, pe Beatrice a plăcut-o și o considera atrăgătoare. Beatrice s-a dovedit inteligentă iar precocitatea ei îl amuza pe Prințul Consort, care îi scria baronului Stockmar că Beatrice "este cel mai amuzant dintre toți copiii pe care îi am".

## Căsătoria
În 1884, la nunta nepoatei ei, Victoria, la Darmstadt, Beatrice se îndrăgostește de Prințul Henry. Deși la început când aude de căsătorie regina Victoria se supără pe Beatrice și timp de șapte luni îi vorbește numai prin bilete, până la urmă consimte asupra căsătoriei cu condiția ca prințul Henry să renunțe la angajamentele sale germane și să trăiască permanent cu Beatrice și regina.
Beatrice și Henry s-au căsătorit la biserica St. Mildred la 23 iulie 1885.
Beatrice, care la nuntă a purtat voalul de nuntă al mamei sale, a fost condusă de regină și de fratele ei mai mare, Prințul de Wales.
După o scurtă lună de miere, Beatrice și soțul ei și-au îndeplinit promisiunea și s-au întors la regină. Regina a precizat că ea nu s-a descurcat singură și că de acum cuplul nu va putea călători fără ea.
În ciuda faptului că s-a căsătorit, Beatrice a fost în continuare confidenta reginei și secretara ei. Cu toate acestea, regina a criticat comportamentul Beatricei în timpul primei ei sarcini. Când Beatrice a încetat să mai vină la cina reginei cu o săptămână înainte de naștere, preferând să mănânce singură în camera ei, regina i-a scris furioasă medicului ei dr. James Reid, că "Am cerut Prințesei să vină la cină și să nu stea singură în camera ei, ceea ce e foarte rău pentru ea. În cazul meu, am venit în mod regulat la cină, cu excepția cazului când nu m-am simțit bine, până în ultima zi." Beatrice, ajutată de cloroform, a dat naștere în săptămâna următoare primului ei fiu, Alexandru.